# Parisot (Tarn)
Parisot è un comune francese di 867 abitanti situato nel dipartimento del Tarn nella regione dell'Occitania.

## Storia

### Simboli
Lo stemma comunale di Parisot è stato approvato il 23 ottobre 1995.
Nello scudo sono riuniti vari simboli: nel primo quarto, ai gigli del Regno di Francia si accompagna la pergola d'oro in campo nero di Giroussens; nel secondo le mandorle pelate (otelles) della contea di Comminges; nel terzo il leone con la coda biforcuta di Montfort; nel quarto la contea di Foix.

## Società

### Evoluzione demografica
Abitanti censiti